# Dubona
Dubona (cyr. Дубона) – wieś w Serbii, w mieście Belgrad, w gminie miejskiej Mladenovac. W 2011 roku liczyła 1009 mieszkańców.